# Onze Lieve Vrouw ten Hemelopneming (Huissen)
De Onze Lieve Vrouw ten Hemelopneming is een rooms-katholieke parochiekerk in de Nederlandse stad Huissen in de gemeente Lingewaard in Gelderland.

De kerk is de tweede kerk met deze naam op deze plek. Omstreeks 1313 is hier een kerk gebouwd die uiteindelijk een pseudobasiliek werd. Vanaf de zestiende eeuw vond vanuit de kerk de jaarlijkse sacramentsprocessie plaats. De reformatie kreeg in Huissen weinig aanhang. Als Kleefse enclave had Huissen geloofsvrijheid, waardoor het katholiek bleef. Dit leidde ertoe dat Huissen voor katholieken uit de wijde omgeving de plaats was om naar de kerk te gaan. 

Rond 1889 werd deze kerk uitgebreid met een koortribune. In 1933-1934 vond er een ingrijpende verbouwing door de architect G.M. Leeuwenberg. Zowel de middeleeuwse toren als de buitenmuren van het schip werden behouden, maar het koor werd gesloopt en het schip werd verbreed door een inwendige versmalling van de zijbeuken. Een breed transept en een nieuw koor werden aangebouwd. De middeleeuwse kerk werd verwoest door een brandbombardement in mei 1943. De toren bleef gespaard, maar werd in oktober 1944 opgeblazen door de Duitse bezetter. 

Na de oorlog werd er een nieuwe kerk gebouwd. Leeuwenberg ontwierp een basiliekvormig kerkschip in de trant van de Delftse School, geïnspireerd op de Romaanse bouwstijl. De kerk werd gebouwd in 1949-1950. De kerk moest nog sober zijn, dus van de geplande toren werd afgezien. In 1951 krijgt de kerk een orgel van orgelbouwer Vermeulen uit Alkmaar, geschonken door de parochianen. Pas in 1961-1962 werd de kerk voorzien van een grote toren op de fundamenten van de oude toren. Deze toren werd ontworpen door Leeuwenberg en week af van de oorspronkelijk geplande toren. De oppervlakte is 8 bij 8 meter en de hoogte is 45 meter. De toren werd al de blikvanger van de stad. Net zoals de vorige toren wordt de toren ook wel genoemd naar Sint-Gangulfus, die wel als patroon van Huissen wordt beschouwd. In die toren werd in 1965 een carillon met 47 klokken geplaatst. Naast de toren zijn twee kapellen ingericht: die van Maria van Altijddurende Bijstand en de in 1971 gereed gekomen Gildenkapel. Hierin staat een molensteen centraal die dienst doet als altaar. De steen is afkomstig van de oude torenmolen, gesloopt in 1929. De kerk heeft nog enkele authentieke objecten uit de vooroorlogse kerk, waaronder de eikenhouten preekstoel uit 1656.
De kerk is voorzien van monumentaal gebrandschilderd glas van Joan Collette uit 1951, een groot kruis achter het hoofdaltaar met een houtgesneden corpus is van de Duitse kunstenaar Brücker en gebrandschilderde
ramen in de doopkapel van Kees Berendsen.

In 2008 werd de parochie in Huissen samengevoegd met zeven parochies in de gemeente Lingewaard tot de Parochie De Levensbron. Binnen deze parochie werd de stadskerk aangewezen voor de eucharistieviering. Per 2018 is de parochie De Levensbron samengevoegd met St. Benedictus (Overbetuwe) tot de nieuwe parochie H. Maria Magdalena. De sacramentsprocessie, inmiddels bekend onder de naam Umdracht vindt nog jaarlijks plaats.

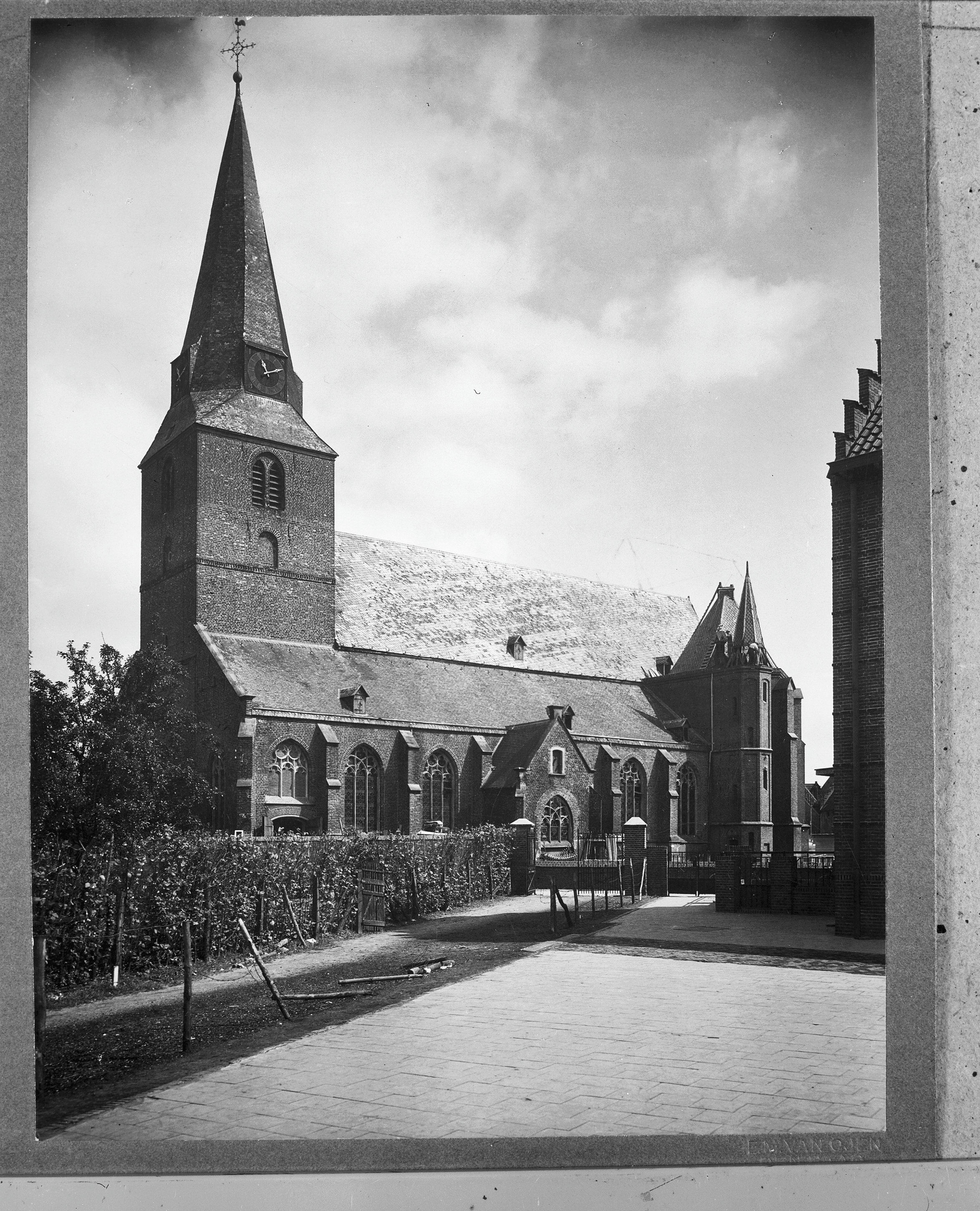
De vooroorlogse kerk
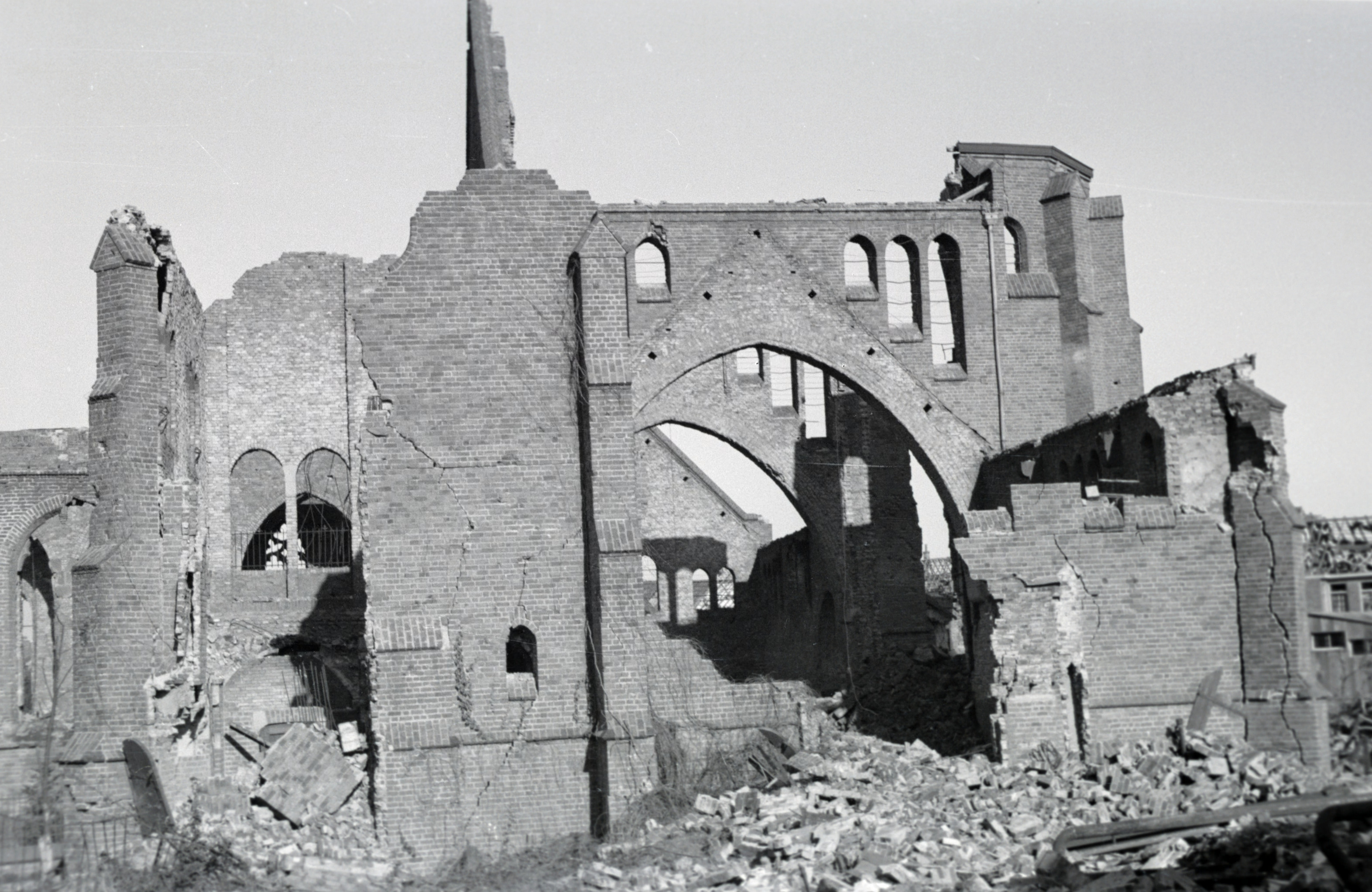
Verwoeste kerk in 1945
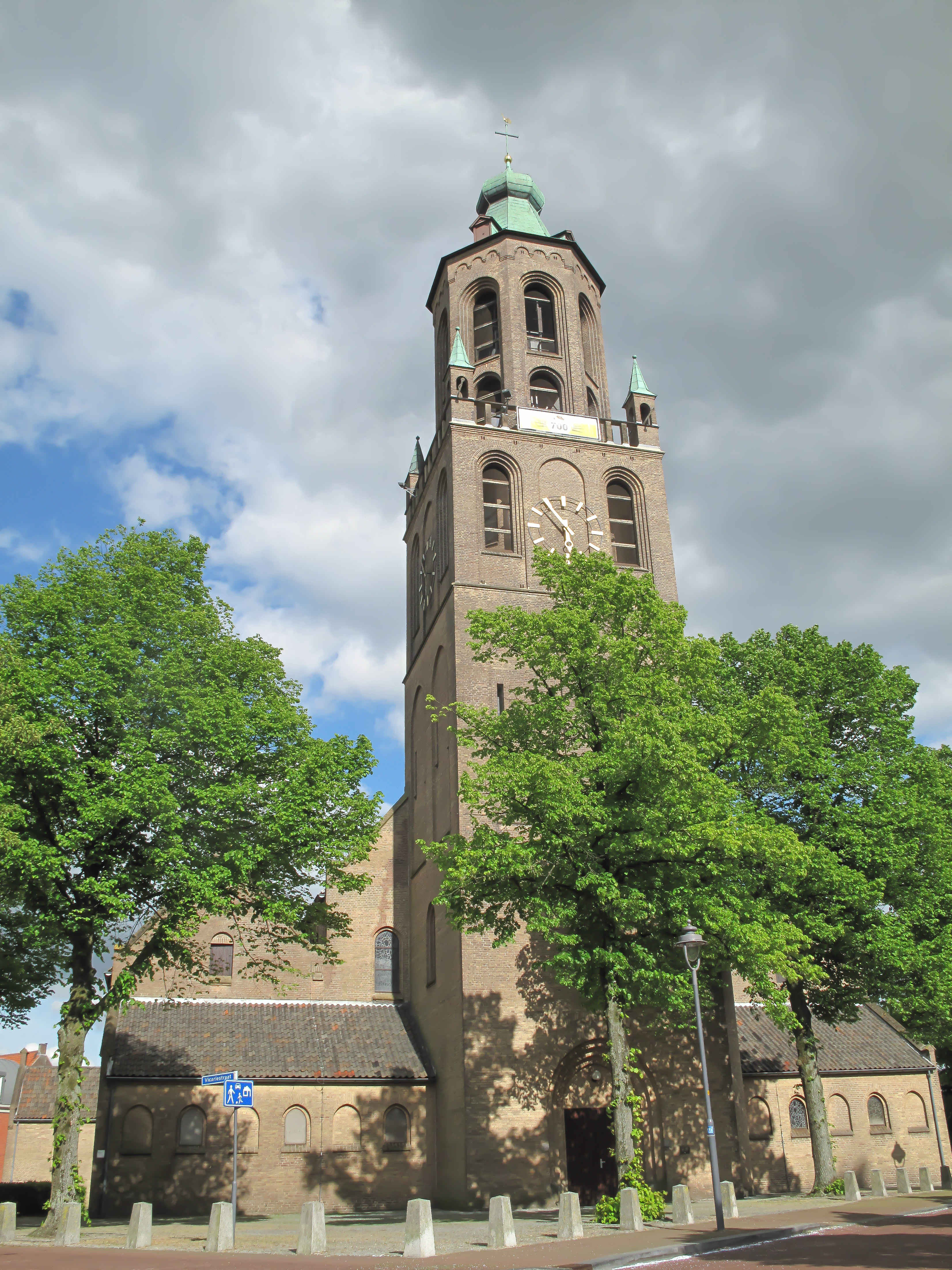
De kerktoren
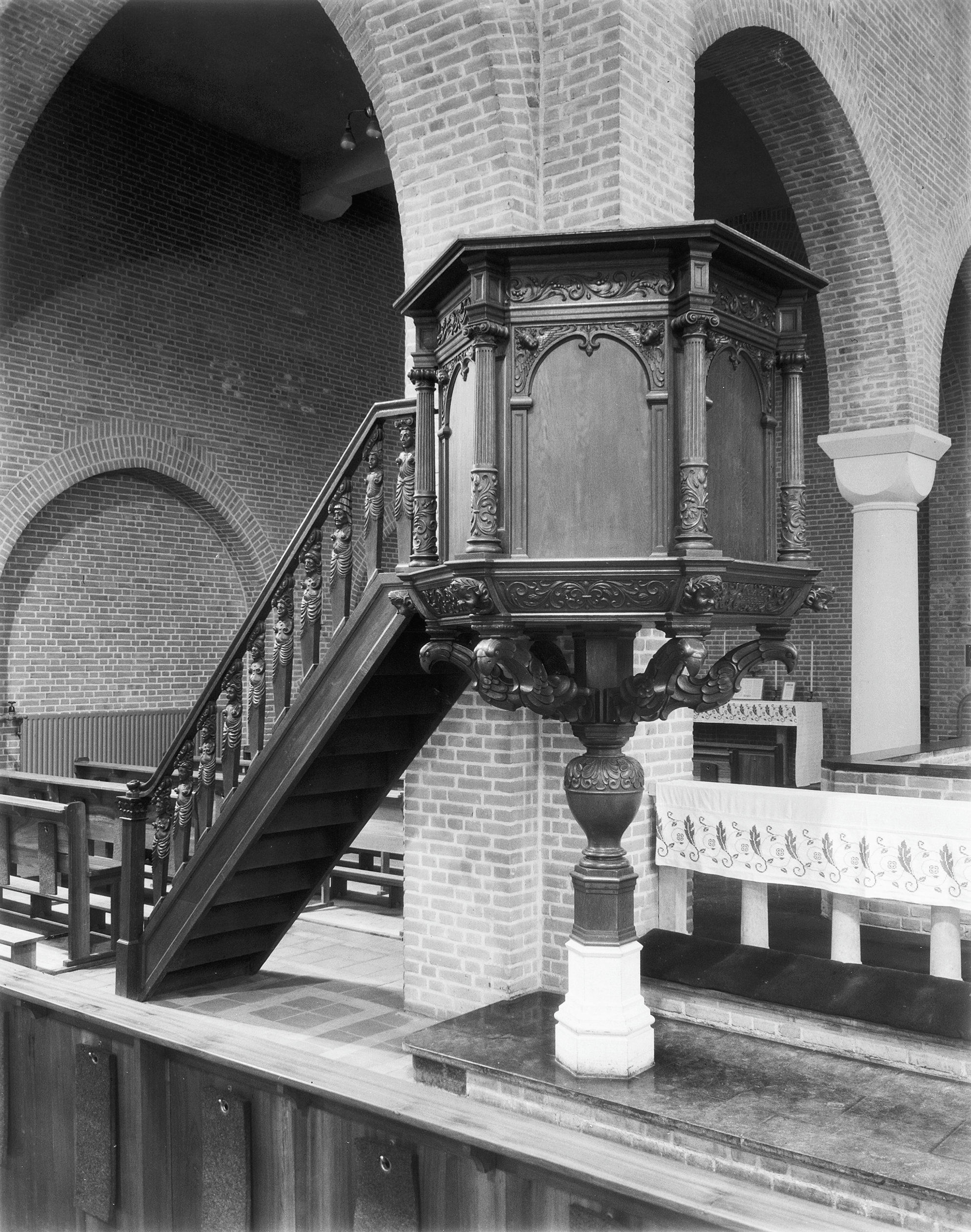
Preekstoel
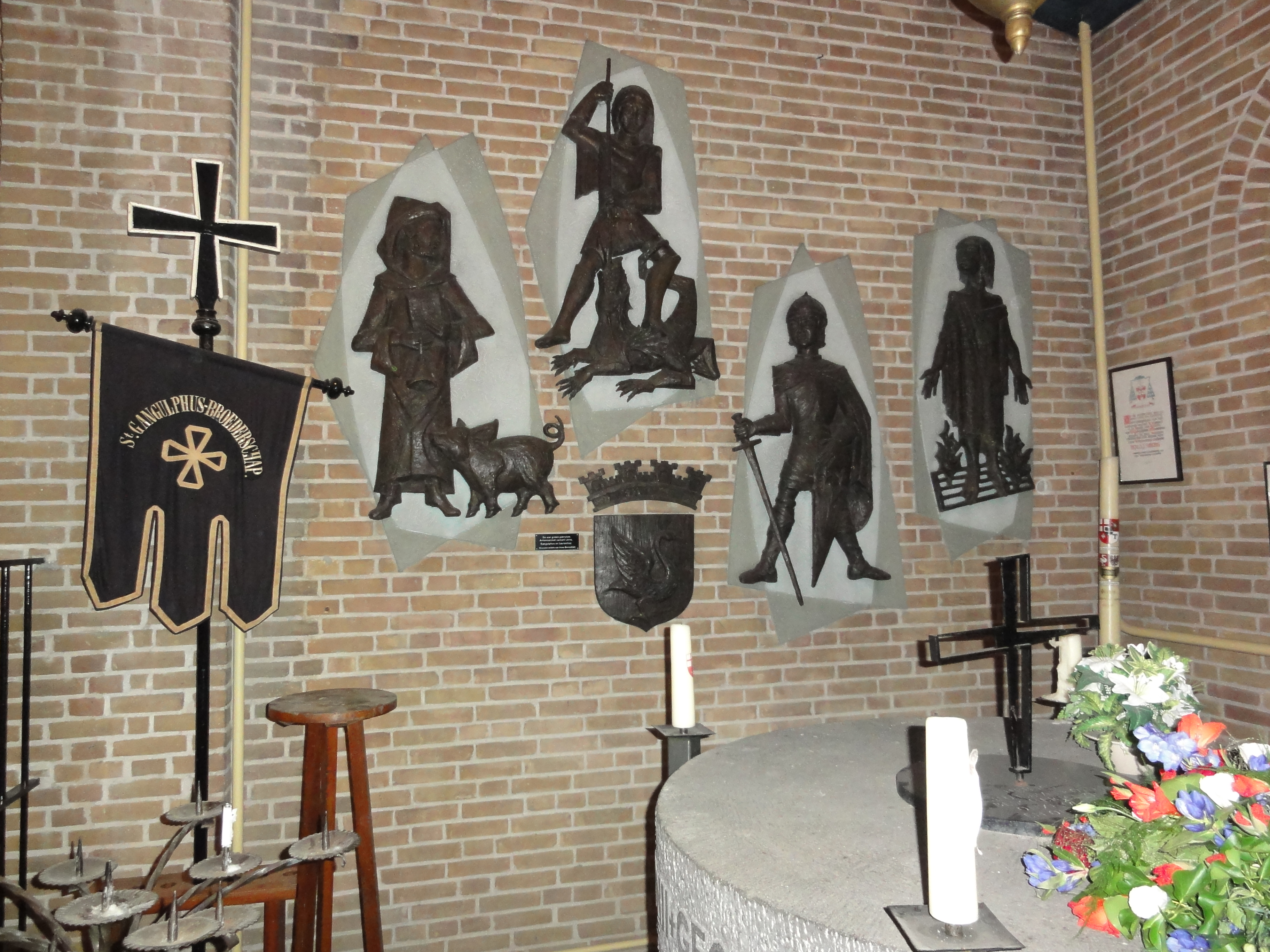
De Gildenkapel